# 사회통계학
사회통계학(Social statistics)은 사회 환경에서 인간의 행동을 연구하기 위해 통계적 측정 시스템을 이용하는 학문이다. 여러 사람으로 구성되는 단체의 여론 조사를 통해서 사람들에 관해 수집된 데이터의 일부를 평가함으로써, 아니면 사람들과 사람들의 행동과 상호 관련성이 있는 데이터 집합을 통계적으로 분석하고 관찰함으로써 통계를 낼 수 있다.